# Anna Pałys
Anna Pałys (* 2. März 1995) ist eine polnische Leichtathletin, die sich auf den Sprint spezialisiert hat.

## Sportliche Laufbahn
Erste internationale Erfahrungen sammelte Anna Pałys bei der Sommer-Universiade 2019 in Neapel, bei der sie mit der polnischen 4-mal-400-Meter-Staffel in 3:34,01 min den vierten Platz belegte. 2023 gewann sie bei den Halleneuropameisterschaften in Istanbul in 3:29,31 min gemeinsam mit Anna Kiełbasińska, Marika Popowicz-Drapała und Alicja Wrona-Kutrzepa die Bronzemedaille hinter den Teams aus den Niederlanden und Italien.
In den Jahren 2016 und 2020 wurde Pałys polnische Meisterin in der 4-mal-400-Meter-Staffel im Freien sowie 2016 auch in der Halle.

## Persönliche Bestleistungen
- 400 Meter: 52,89 s, 19. Juni 2022 in Gliwice
  - 400 Meter (Halle): 53,30 s, 18. Februar 2023 in Toruń